# 'Allelujah! Don't Bend! Ascend!
 'Allelujah! Don't Bend! Ascend! is het vierde album van de Canadese post-rockband Godspeed You! Black Emperor. Het werd opgenomen nadat de band bijna tien jaar uit elkaar was geweest. Het album werd bekroond met de Polaris Music Prize.

## Nummers
De vinylversie van  'Allelujah! Don't Bend! Ascend! bestaat uit twee platen met op elke kant van elke plaat één track. De volgorde van afspelen is de eerste kant van de twaalfinchplaat ("Mladic"), de eerste kant van de zeveninchplaat ("Their Helicopters' Sing"), de tweede kant van de twaalfinchplaat ("We Drift Like Worried Fire") en tot slot de tweede kant van de zeveninchplaat ("Strung Like Lights at Thee Printemps Erable"). Op de cd zijn de nummers gewoon op één schijfje in die volgorde te vinden.
CD-versie
1. "Mladic"[1] – 20:00
2. "Their Helicopters' Sing" – 6:30
3. "We Drift Like Worried Fire"[2] – 20:07
4. "Strung Like Lights at Thee Printemps Erable" – 6:32

## Bezetting

### Godspeed You! Black Emperor
- Thierry Amar – basgitaar, contrabas, keyboard, opnamen, mix
- David Bryant – elektrische gitaar, dulcimer, kemençhe, keyboard, opnamen, mix, fotografie
- Bruce Cawdron – drums, vibrafoon, marimba, glockenspiel
- Aidan Girt – drums
- Karl Lemieux – film, fotografie
- Efrim Menuck – elektrische gitaar, draailier, opnames, mix, fotografie
- Mike Moya – elektrische gitaar, opnames, mix
- Mauro Pezzente – basgitaar
- Sophie Trudeau – viool, keyboard

### Technisch personeel
- Howard Bilerman – opnamen
- Charles-André Coderre – fotografie
- Yannick Grandmont – fotografie
- Timothy Herzog – fotografie
- Harris Newman – mastering